# 279

279(이백칠십구)는 278보다 크고 280보다 작은 자연수다.

## 수학
- 합성수로, 그 약수는 1, 3, 9, 31, 93, 279다. 진약수의 합은 137이므로, 279는 부족수다.
- {\displaystyle 279=70+92+117}
  - 연속하는 세 오각수의 합으로 나타낼 수 있는 수다. 이 성질을 지닌 앞의 수는 213, 다음 수는 354다.
- {\displaystyle 5^{6}-1}은 279로 나누어떨어진다.

## 과학
- NGC 279(영어판): 고래자리 방향에 있는 렌즈형은하.
- 279 툴레: 소행성.

## 교통
- 일본 279번 국도(일본어판): 홋카이도 하코다테시에서 아오모리현 가미키타군 노헤지정까지 이어지는 일본의 국도.
- 현도 제279호선

## 군사
- LST-279(영어판): 제2차 세계 대전에 사용된 미국의 전차상륙함.
- U-279(영어판): 제2차 세계 대전에 사용된 나치 독일의 군용 잠수함.

## 문화유산
- 대한민국의 국보 제279호: 초조본 대방광불화엄경 주본 권74
- 대한민국의 보물 제279호: 고창 선운사 금동지장보살좌상
- 대한민국의 사적 제279호: 구공업전습소본관

## 방송
- B tv에서 프랑스 공영 방송인 프랑스 24의 채널 번호.

## 기타
- 연도: 279년, 기원전 279년
- 2016년 11월 11일, 스트랫포드 대학(영어판)에서 가장 높은 케이크 피라미드가 쌓였으며, 높이는 279 cm다.[1]
- 2023년 10월 6일, 오키나와에서는 279명이 동시에 지붕 기와를 깨는 행사가 있었다.[2]